# أفزروك
أفزروك هي قرية عراقية تقع في محافظة دهوك شمال العراق. تبعد أفزروك حوالي 30 كم عن مدينة زاخو. تتألف البلدة من شطرين الشطر الأول تقطنه غالبية مسيحية أرمنية والشطر الآخر تقطنه غالبية مسيحية آشورية.
تأسست القرية عام 1932م عندما قرر الأرمن القاطنين في زاخو وضواحيها إنشاء قرية خاصة بهم. الأرمن في أفزروك لا يتحدثون اللغة الأرمنية بل يتحدثون الكردية. وهي القرية الوحيدة في العراق التي يشكل الأرمن فيها أغلبية حيث أن غالبية الأرمن في العراق يقطنون بغداد والمدن الرئيسية الأخرى.